# Minnesota Golden Gophers
Minnesota Golden Gophers är en idrottsförening tillhörande University of Minnesota och har som uppgift att ansvara för universitetets idrottsutövning.

## Idrotter
Golden Gophers deltager i följande idrotter:
| Herrar - Amerikansk fotboll - Baseboll - Basket - Brottning - Cross Country - Friidrott - Golf - Gymnastik - Ishockey - Simning - Simhopp - Tennis | Damer - Basket - Cross Country - Fotboll - Friidrott - Golf - Ishockey - Gymnastik - Rodd - Simning - Simhopp - Softboll - Tennis - Volleyboll |

## Idrottsutövare

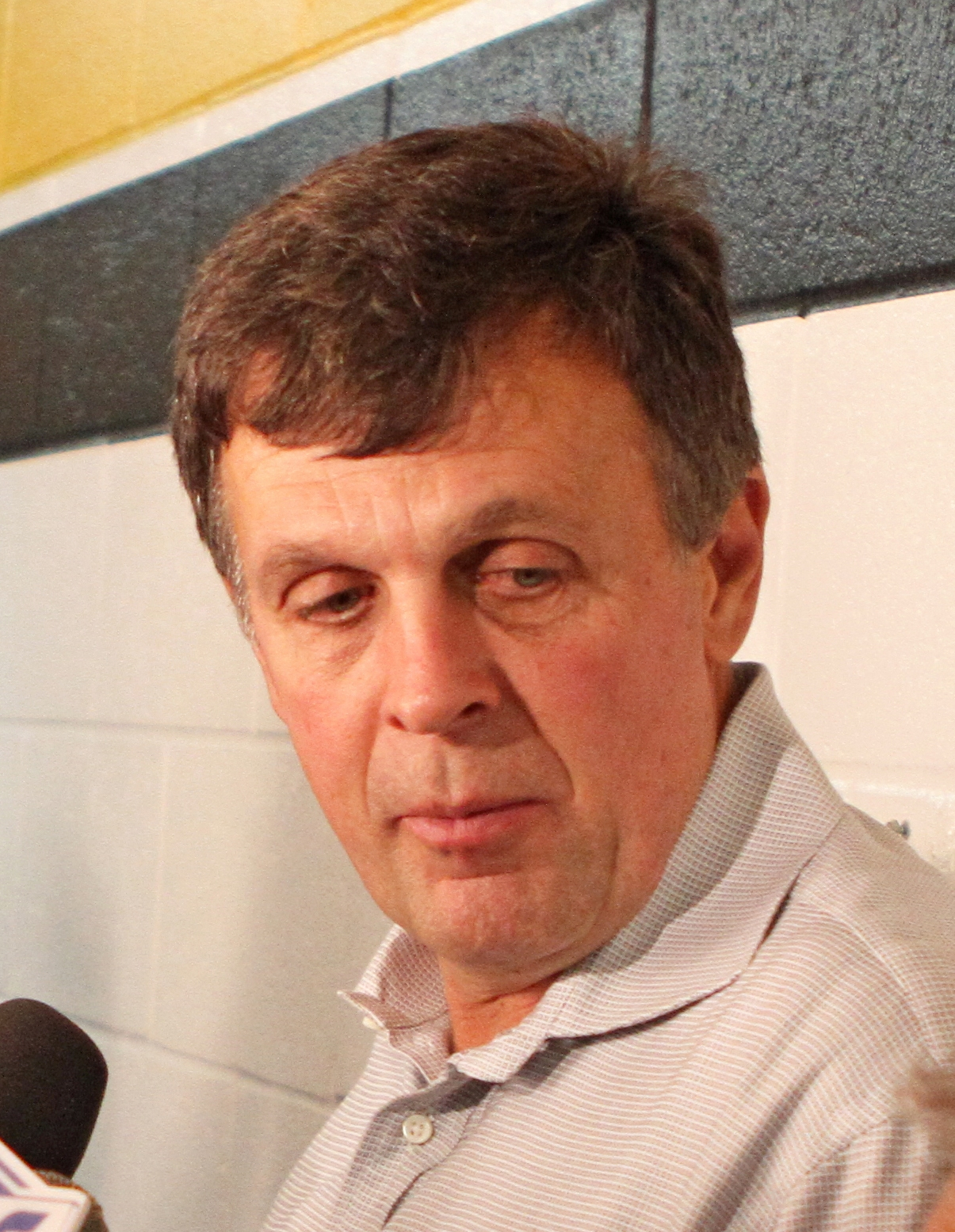
Kevin McHale.

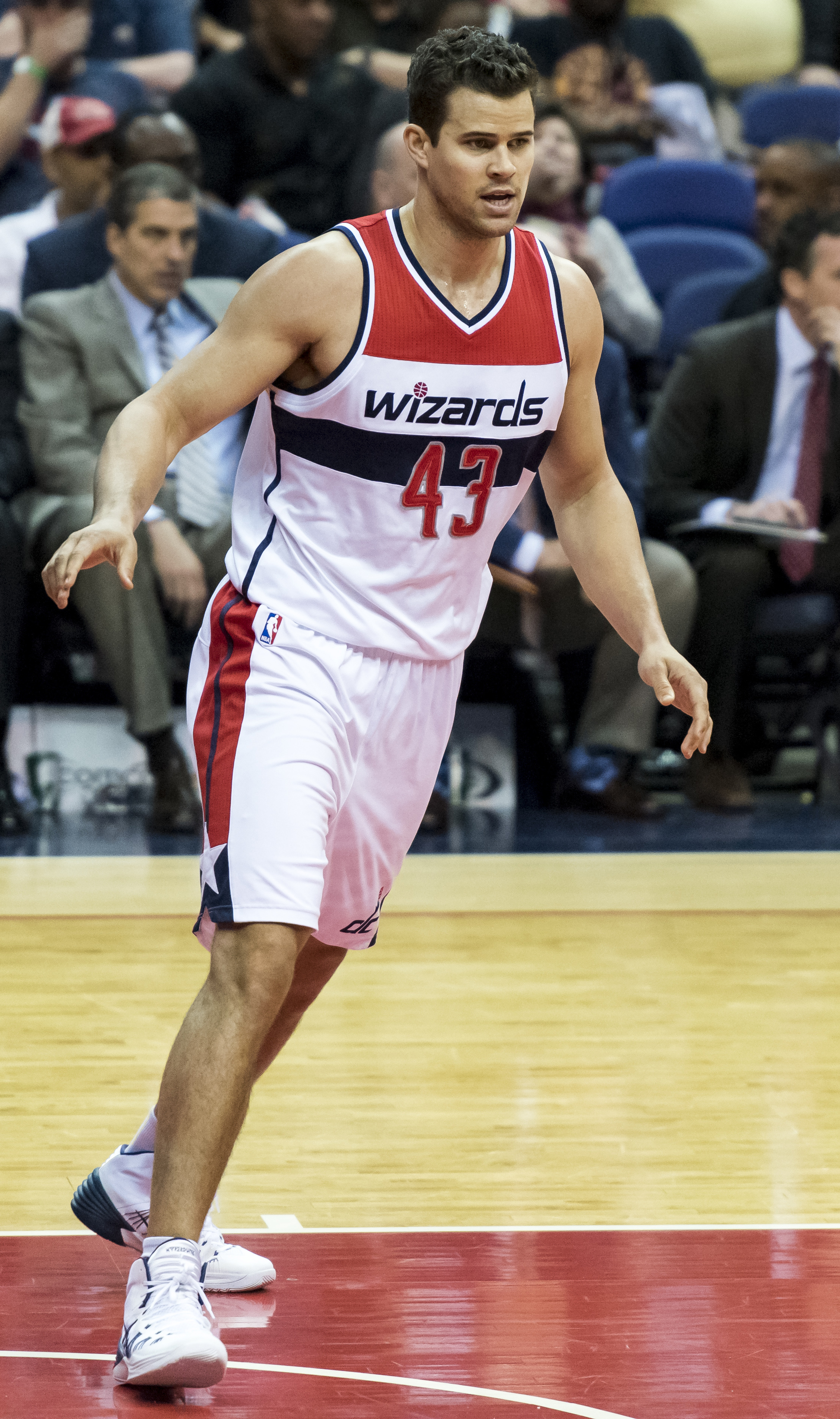
Kris Humphries.

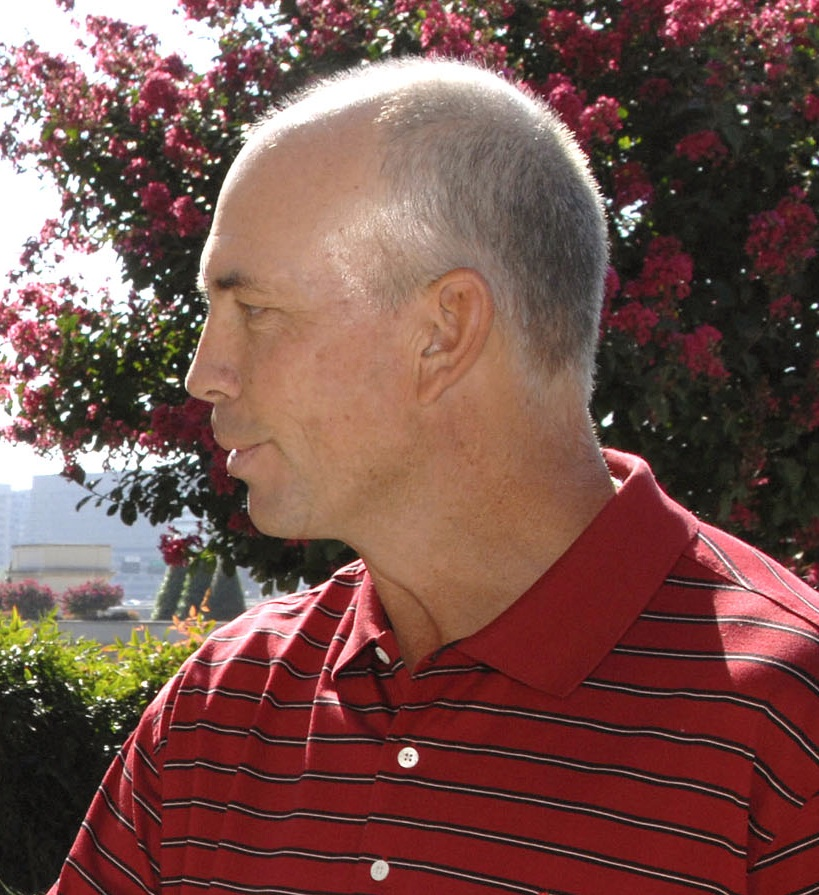
Tom Lehman.

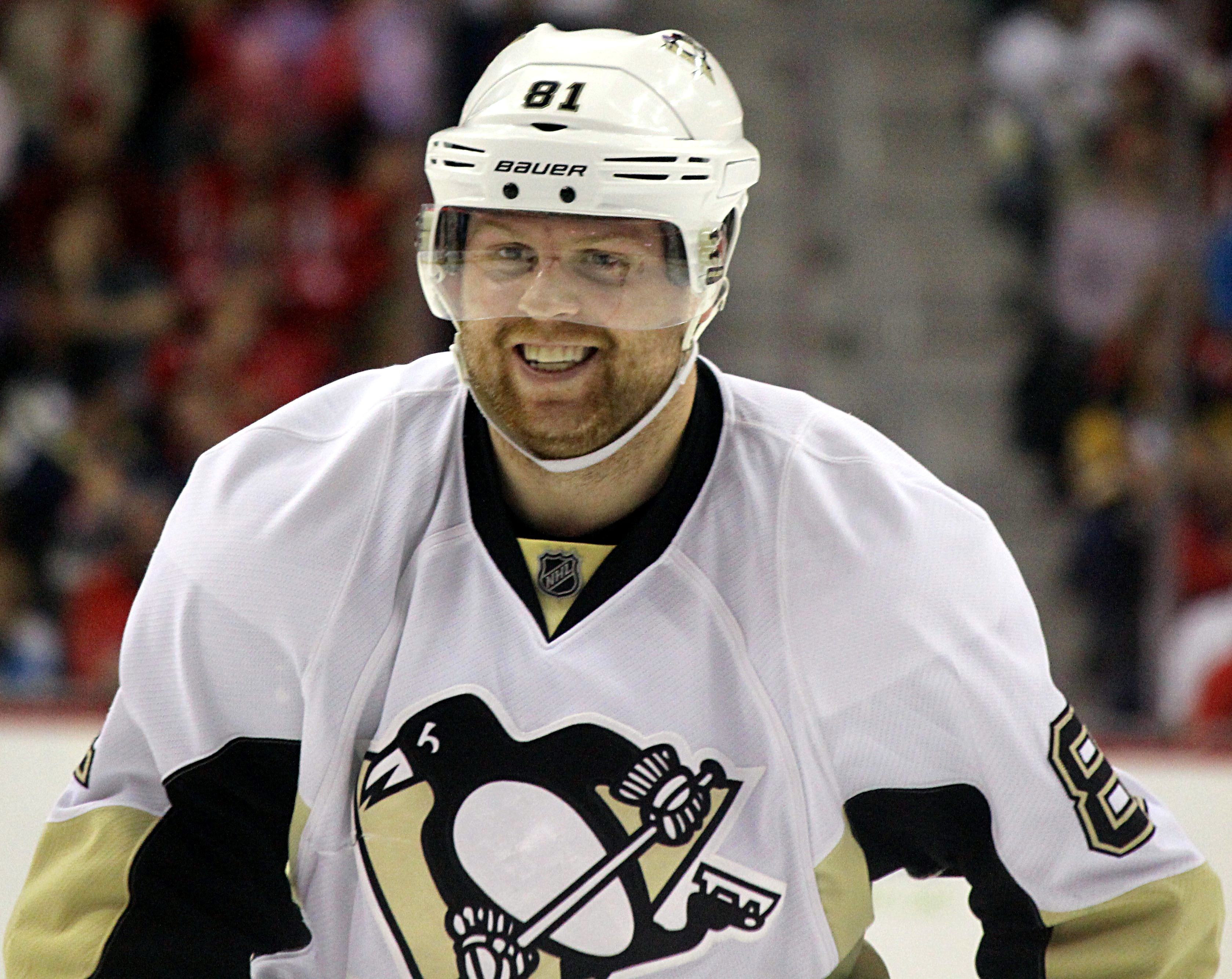
Phil Kessel.

| Amerikansk fotboll - Bob Bjorklund - Craig Sauer Basket - Jamison Battle - Jim Brewer - Cam Christie - Amir Coffey - Richard Coffey - Kris Humphries - Kevin McHale - Liam Robbins - Trent Tucker - Lindsay Whalen - Amanda Zahui Brottning - Shelton Benjamin - Brock Lesnar Friidrott - Martin Eriksson Golf - Tom Lehman Ishockey - Mark Alt - Keith Ballard - Stu Bickel - Jake Bischoff - Nick Bjugstad - Scott Bjugstad - Justin Bostrom - Travis Boyd - Megan Bozek - Herb Brooks - Aaron Broten - Neal Broten - Paul Broten - Tom Chorske | - Steve Christoff - Ben Clymer - Logan Cooley - Natalie Darwitz - Brock Faber - Cade Fairchild - Ken Gernander - Alex Goligoski - Erik Haula - Seth Helgeson - Darby Hendrickson - Justin Holl - Paul Holmgren - Craig Johnson - Erik Johnson - Ryan Johnson - Courtney Kennedy - Amanda Kessel - Phil Kessel - Trent Klatt - Justin Kloos - Matthew Knies - Jackson LaCombe - Jack LaFontaine - Jocelyne Lamoureux - Monique Lamoureux - Reed Larson - Nick Leddy - Jordan Leopold - Vinni Lettieri - Ryan Lindgren - Paul Martin - Gisele Marvin - John Mayasich - Chris McAlpine - Jack McCartan - Richard Meredith - Ben Meyers - Casey Mittelstadt - Oliver Moore | - Lou Nanne - Aaron Ness - Tommy Novak - Jim O'Brien - Kyle Okposo - Lance Pitlick - Rem Pitlick - John Pohl - Mike Ramsey - Sampo Ranta - Erik Rasmussen - Kyle Rau - Scott Reedy - Mike Reilly - Todd Richards - Travis Richards - Sam Rinzel - Noora Räty - Anne Schleper - Nate Schmidt - Buzz Schneider - Jordan Schroeder - Nick Seeler - Brady Skjei - Jenny Schmidgall-Potter - Jimmy Snuggerud - Robb Stauber - Lee Stecklein - Kelly Stephens-Tysland - Ryan Stoa - Eric Strobel - Jeff Taffe - Thomas Vanek - Sammy Walker - Lyndsay Wall - Krissy Wendell-Pohl - Blake Wheeler - Adam Wilcox - Matthew Wood - Ken Yackel |